# Escudo de Oaxaca
El actual escudo del Estado de Oaxaca es un diseño de Don Alfredo Canseco Feraud quien ganó el certamen convocado por el Eduardo Vasconcelos, gobernador del estado en el periodo 1947-1950.

## Composición del Escudo
Está conformado por un lienzo de color rojo, enrollado en su extremo superior; en el interior dentro de un óvalo blanco campea la inscripción «el respeto al derecho ajeno es la paz». Las palabras del lema están separadas entre sí por representaciones simbólicas de nopales El óvalo interiormente está dividido en tres partes: en la inferior aparecen dos brazos de color blanco rompiendo cadenas, en la superior izquierda el topónimo de Huaxyacac compuesto por: un perfil estilizado de un nativo del estado de Oaxaca, la flor y el fruto en forma estilizada del árbol del huaje; en el superior derecho el perfil de uno de los palacios del centro arqueológico de Mitla, y flaqueando esta figura a su derecha, la Cruz Dominicana. Alrededor del óvalo se distribuyen 7 estrellas doradas: tres en la parte inferior, dos a la derecha y arriba del óvalo y dos a la izquierda y arriba. En la parte inferior del lienzo se encuentra la frase "ESTADO LIBRE Y SOBERANO DE OAXACA". Sobre el lienzo se ubica el Escudo de México.

## Significado del escudo
- El Lienzo Enrollado: Las luchas por la libertad de los oaxaqueños
- Las Siete estrellas: Cada una de las siete regiones del estado (la Cañada, los Valles Centrales, la Mixteca, la Sierra, la Costa, el Istmo y  Tuxtepec).
- La Leyenda del Óvalo: El lema de Benito Juárez
- Las representaciones del Nopal: La antigua riqueza oaxaqueña
- El topónimo de Huaxyacac: En el siglo XV los mexicas establecieron un campamento en este valle al que llamaron Huaxyácac, que en náhuatl significa “En la punta o en la nariz del huaje”, origen del vocablo Oaxaca.
- El Perfil del Palacio de Mitla: hace alusión al pasado remoto de la región
- La cruz dominicana: En reconocimiento a la labor de esta orden en la zona
- Las manos rompiendo las cadenas: El fin de la opresión